# Izbori
Izbori su postupak kojim narod (odnosno birači) povjerava obavljanje političke vlasti predstavničkom tijelu, a u mnogim suvremenim demokratskim državama i predsjednika države (odnosno državnog poglavara), a koji onda predstavljaju njegovu (dakle narodnu) suverenu volju. Izbori su zbog toga izvor i temelj legitimiteta cjelovitog sustava državne vlasti.
Izbori su prema tome, uobičajni mehanizam putem kojeg moderne demokracije biraju članove svog parlamenta, negdje i izvršnu vlast (vrlo često predsjednika države), a ponegdje i članove sudbene vlasti (suce, ali vrlo rijetko). 
Izbori se odvijaju na nacionalnoj (državnoj) razini i na lokalnoj razini. Na nacionalnoj razini biraju se članovi nacionalnog, državnog parlamenta - vrhovnog predstavničkog tijela građana te državnog poglavara, ako se on ne bira na neki drugi način (u parlamentu, imenovanjem nekog tijela, rođenjem - u monarhiji). Na regionalnoj razini biraju se članovi lokalnog predstavničkog tijela (npr. općinske, pokrajinske, regionalne skupštine) te eventualno drugi predstavnici (gradonačelnici, načelnici i slično).
Osim državnih, izbori se provode i u različitim organizacijama i udrugama, političkim stankama, korporacijama, itd.
Ideja o izborima onih koji su na vlasti sazrijevala je usporedno s razvojem teorije o narodnom suverenitetu kao temeljnom elementu institucionalnom izvoru posredne demokracije odnosno predstavničke vladavine. 

## Poveznice
- Izbori u Republici Hrvatskoj
- Lokalni i područni (regionalni) izbori u Hrvatskoj